# Бетфія
Бетфія (рум. Betfia) — село у повіті Біхор в Румунії. Входить до складу комуни Синмартін.
Село розташоване на відстані 424 км на північний захід від Бухареста, 13 км на південний схід від Ораді, 122 км на захід від Клуж-Напоки, 147 км на північний схід від Тімішоари.

## Населення
За даними перепису населення 2002 року у селі проживали 474 особи.
Національний склад населення села:
| Національність | Кількість осіб | Відсоток |
| -------------- | -------------- | -------- |
| румуни         | 464            | 97,9%    |
| цигани         | 7              | 1,5%     |

Рідною мовою назвали:
| Мова      | Кількість осіб | Відсоток |
| --------- | -------------- | -------- |
| румунська | 464            | 97,9%    |
| циганська | 6              | 1,3%     |